# رابین گیبسون (بازیکن فوتبال)
رابین گیبسون (انگلیسی: Robin Gibson؛ زادهٔ ۱۵ نوامبر ۱۹۷۹) بازیکن فوتبال اهل بریتانیا است.
از باشگاه‌هایی که در آن بازی کرده‌است می‌توان به باشگاه فوتبال استافورد رانجرز، باشگاه فوتبال نانت‌ویچ، باشگاه فوتبال ورکسام، و باشگاه فوتبال درویلزدن اشاره کرد.